# Lực lượng Hải thuyền

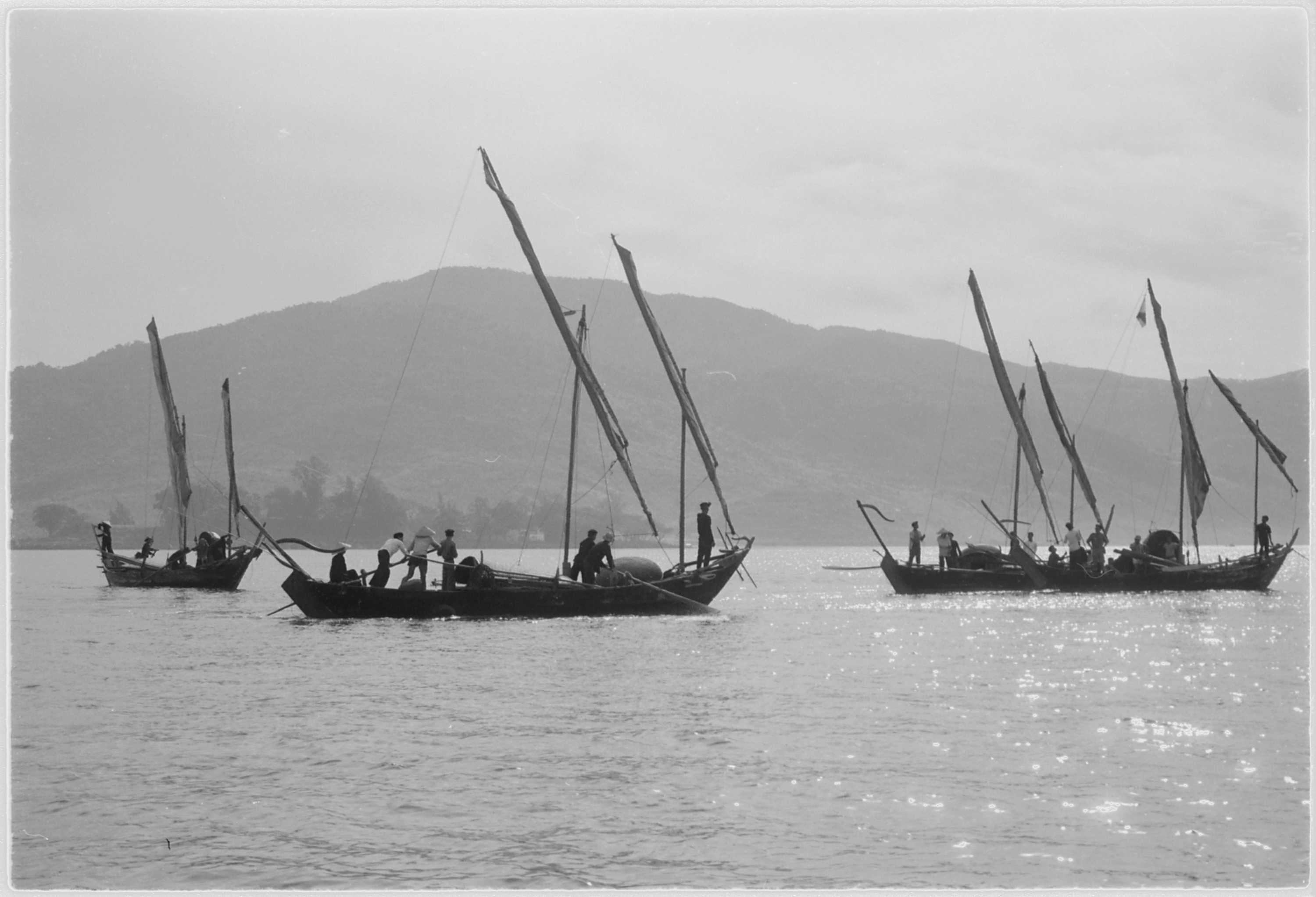
Ảnh chụp Lực lượng Hải thuyền đang thả neo năm 1962.

Lực lượng Hải thuyền (tiếng Anh: Junk Force) tên gọi chính thức là Lực lượng Duyên hải là đơn vị an ninh hải quân của Việt Nam Cộng hòa, bao gồm thường dân được Hải quân huấn luyện và kết hợp cùng với Cảnh sát Quốc gia Việt Nam Cộng hòa. Lực lượng này được thành lập vào năm 1960, và sáp nhập vào Hải quân Việt Nam Cộng hòa (HQVNCH) năm 1965.

## Lịch sử

### Thành lập
Sự hình thành của Lực lượng Hải thuyền bắt đầu từ tháng 4 năm 1960, khi Đô đốc Harry D. Felt, Tổng tư lệnh, Bộ Tư lệnh Thái Bình Dương Hoa Kỳ (CINCPAC), khuyến nghị rằng Hải quân Việt Nam Cộng hòa cần đảm nhận vai trò lớn hơn trong việc kiềm chế tuyến đường tiếp tế của địch từ ngoài biển vào miền Nam Việt Nam. Một phần vì đề nghị này, Tổng thống Ngô Đình Diệm đã thành lập Lực lượng Hải thuyền, thường gọi là "hải đội thuyền mành", là đơn vị độc lập trực thuộc Bộ Quốc phòng Việt Nam Cộng hòa. Ý tưởng về lực lượng ven biển đóng vai trò như một đơn vị bán quân sự rất phù hợp với niềm tin của chính quyền Kennedy rằng các đơn vị tự vệ đại diện cho một trong những phương tiện tốt nhất để chống lại cuộc nổi dậy của Mặt trận Dân tộc Giải phóng miền Nam Việt Nam. Do đó, chính quyền đã ra lệnh cho Bộ Quốc phòng hỗ trợ lực lượng mới bằng cách tài trợ cho việc đóng 501 chiếc thuyền mành tại các xưởng đóng tàu của Việt Nam Cộng hòa.:13
Kế hoạch ban đầu dành cho Lực lượng Hải thuyền do Tư lệnh Hải quân Việt Nam Cộng hòa Hồ Tấn Quyền soạn thảo, phải cần tới 420 thuyền mành và 63 thuyền cơ giới được đặt dưới sự điều khiển của 2.200 thường dân đến từ các làng chài địa phương, để tuần tra vùng nước ven bờ cách bờ biển tới 5 dặm (8,0 km). Hồ Tấn Quyền hy vọng lực lượng của ông sẽ hòa nhập một cách tự nhiên với mấy tàu đánh cá ven biển, cho phép các đơn vị này giữ được bí mật danh tính thực sự cho tới lúc họ tiếp cận một chiếc thuyền đáng ngờ để thực hiện nhiệm vụ tìm kiếm và lên tàu. Kế hoạch này đưa ra đề nghị thành lập 21 sư đoàn thuyền mành (còn gọi là sư đoàn ven biển), từng sư đoàn có 23 chiếc thuyền mành. Mỗi sư đoàn sẽ tuần tra một đoạn bờ biển miền Nam Việt Nam dài 30 dặm (48 km) và các hoạt động của họ được điều phối bằng đài phát thanh từ các trung tâm giám sát chỉ huy ven biển. Các sư đoàn ven biển lần lượt báo cáo về một trong bốn vùng ven biển của HQVNCH. Các vùng này có trụ sở chính đóng tại Đà Nẵng (I), Nha Trang (II), Vũng Tàu (III) và An Thới (IV), và mỗi tư lệnh vùng kiểm soát tất cả lực lượng hải quân hoạt động trong vùng của mình. Ngày 16 tháng 10 năm 1963, đoàn cố vấn thuyết phục Hải quân Việt Nam Cộng hòa cho thành lập 4 Bộ tư lệnh vùng hải quân, từ Vùng 1 Hải quân ở phía bắc đến Vùng 4 Hải quân ở Vịnh Thái Lan. Sau đó, một vị tổng tư lệnh có phạm vi trách nhiệm tương ứng với trách nhiệm của tư lệnh quân đoàn, kiểm soát các hoạt động của Lực lượng Đường Biển, Lực lượng Đường Sông và Lực lượng Hải thuyền trong một khu vực cụ thể.:13

### Hoạt động
Đến cuối năm 1963, lực lượng hải thuyền đã tăng lên 632 thuyền và 3.700 thủy thủ đoàn dân sự. Tuy nhiên, ngay từ khi thành lập, tổ chức còn non trẻ đã gặp nhiều vấn đề. Việc tuyển mộ thủy thủ cho lực lượng mới tỏ ra khó khăn hơn dự kiến. Ngư dân Việt Nam kiếm sống bằng nghề biển trong thời kỳ này và ít quan tâm đến việc gia nhập lực lượng hải thuyền. Thay vào đó, Hải quân Việt Nam Cộng hòa tuyển mộ nông dân thành thị và dân Bắc di cư. Không có truyền thống đi biển, những người miền Bắc này có xu hướng trốn tránh hoặc từ bỏ công việc ngay khi có cơ hội đầu tiên. Số lượng nhập ngũ hiếm khi theo kịp mức tiêu hao, trung bình có hơn 106 thủy thủ mỗi tháng trong thời gian 1963–1964. Tỷ lệ đào ngũ và vắng mặt không nghỉ phép cũng cao do điều kiện phục vụ tồi tệ của những người này.:13–4
Một cuộc khảo sát vào tháng 2 năm 1963 với thủy thủ đoàn ở Vùng 4 Duyên hải cho thấy hơn 500 trong số 657 thuyền viên đang làm nhiệm vụ trong đơn vị đã không nhận được bất kỳ khoản lương nào trong sáu tháng qua và chưa có ai từng được huấn luyện chính thức. "Nhiều người trên tàu vào thời điểm này chưa bao giờ bắn súng hoặc bước chân lên thuyền mành trước đây ... Không cần phải nói, tinh thần không tồn tại và khoảng 50 thuyền viên đào ngũ mỗi tuần". Một nghiên cứu năm 1964 của Đoàn Cố vấn Hải quân Sài Gòn đã xác nhận những quan sát này, cho rằng nguyên nhân cốt lõi của vấn đề là lương thấp và phúc lợi kém dành cho thủy thủ lực lượng hải thuyền. Không chỉ những người này được trả mức lương ít ỏi mà các bộ tư lệnh cũng hiếm khi nhận được tiền để ăn chung với nhau trên tàu, neo đậu, và chăm sóc y tế cơ bản dành cho thủy thủ. Trong một cuộc khảo sát y tế của Sư đoàn Hải thuyền 33 vào năm 1963, một cố vấn phát hiện ra rằng hơn 50% số thuyền viên có một số loại bệnh có thể chữa được. Nhiều bệnh tật xảy ra do nguồn nước không đảm bảo vệ sinh vì đơn vị ven biển của ông thiếu kinh phí mua thuốc xử lý nước (i-ốt). Chỉ 30% số thuyền viên đã được tiêm phòng uốn ván và chỉ 15% được tiêm chloroquine liều thường xuyên, một loại thuốc dự phòng sốt rét.:14
Những chiếc thuyền mành bằng gỗ cần được bảo trì nhiều hơn dự định vì chúng dễ bị sâu biển xâm nhập và mục nát. Một cuộc khảo sát của Hải quân Việt Nam Cộng hòa/Hải quân Mỹ được thực hiện vào tháng 5 năm 1964 cho thấy 174 chiếc thuyền mành đã phải chờ sửa chữa và 64 chiếc khác không thể sửa được. Tại Vùng 4 Duyên hải, 98 trong số 121 chiếc thuyền mành đã ngừng hoạt động vì vấn đề bảo dưỡng. Chính phủ Việt Nam Cộng hòa đáng bị đổ lỗi cho những vấn đề này vì họ có xu hướng tài trợ cho việc tiếp tục mở rộng lực lượng với chi phí bảo trì các đơn vị hiện có, nhưng việc những đơn vị hải quân thiếu sự bảo trì mang tính phòng ngừa thường xuyên cũng là một nguyên nhân.:14–5

### Tác chiến
Về mặt tác chiến, công việc của lực lượng hải thuyền không chỉ tẻ nhạt mà còn nguy hiểm. Những chiếc thuyền buồm cơ giới của Quân Giải phóng thường ra khơi và bắn xa hơn nhiều thuyền mành của lực lượng này; thân tàu bằng gỗ của chúng có rất ít khả năng bảo vệ khỏi hỏa lực của Quân Giải phóng. Ở vùng nước nông của kênh và phụ lưu, thuyền mành thường không thể theo kịp các thuyền tam bản nhỏ hơn của Quân Giải phóng. Một số nỗ lực nhằm tăng cường tuần tra hải thuyền bằng máy bay giám sát của Không quân Việt Nam Cộng hòa (KQVNCH) đã thất bại do không có máy bay và khó khăn trong đường dây liên lạc giữa máy bay và tàu bè.:15
Bất chấp nhiều vấn đề, lực lượng hải thuyền đã đưa ra những số liệu thống kê đầy ấn tượng. Chỉ riêng trong năm 1963, Lực lượng Hải thuyền và Lực lượng Đường Biển, một lực lượng nước sâu gồm các tàu lớn hơn, đã kiểm tra 127.000 thuyền mành và 353.000 ngư dân. Ngoài ra, Lực lượng Hải thuyền còn bắt giữ 2.500 nghi phạm Quân Giải phóng, và Lực lượng Đường Biển bắt giữ 500 người khác.:16
Sau sự kiện Vịnh Vũng Rô vào tháng 2 năm 1965 khi một tàu chở hàng vỏ thép dài 130 feet (40 m) của Bắc Việt cố gắng vượt qua các cuộc tuần tra ven biển của Hải quân Việt Nam Cộng hòa và Hải quân Mỹ (với sự yểm trợ của Quân lực Việt Nam Cộng hòa (QLVNCH) và Không quân Việt Nam Cộng hòa) đã phải mất hơn bốn ngày hòng bảo vệ khu vực này và thu giữ hàng hóa trên tàu, một báo cáo từ Hải quân Việt Nam Cộng hòa cho thấy nhân viên của Lực lượng Hải thuyền "nhìn chung bị mù chữ", hoạt động "trong điều kiện sống khó khăn nhất và trên cơ sở cực kỳ khắc khổ." Ngoài việc phải đối mặt với các vấn đề bảo trì gần như liên tục, các thuyền mành bằng gỗ không đủ của lực lượng này không thể đuổi theo các thuyền cơ giới nhanh hơn, chưa kể đến các tàu đánh cá bằng thép như Tàu 145. Nhiều căn cứ của Sư đoàn Hải thuyền cũng nằm trong các khu vực do Quân Giải phóng thống trị, có rất ít hoặc không có lực lượng an ninh địa phương. Đường dây liên lạc trong lực lượng này "gần như không đáng kể".:34
Năm 1965, tình trạng của lực lượng hải thuyền ven biển còn tồi tệ hơn. Mặc dù lực lượng này tuần tra hàng rào quan trọng bên trong của cuộc phong tỏa mang tên Market Time và chịu trách nhiệm kiểm soát những dải bờ biển rộng lớn, nhưng về nhiều mặt, đây là mắt xích yếu nhất trong chuỗi. Trung bình, ít hơn 40% lực lượng đang tuần tra tại bất kỳ thời điểm nào và 60% còn lại đang được sửa chữa hoặc không hoạt động do thiếu nhân lực, nhu cầu phòng thủ căn cứ hoặc thiếu tính quyết liệt. Phía bắc Vũng Tàu, Quân Giải phóng kiểm soát khoảng 142 dặm (229 km) trên bờ biển dài 591 dặm (951 km) và phía nam thị xã này, 300 dặm (480 km) trên bờ biển dài 400 dặm (640 km). Trong nhiều trường hợp, các căn cứ của Lực lượng Hải thuyền chỉ hơn một chút so với các hòn đảo của chính phủ trong một vùng lãnh thổ thù địch.:47
Vào đầu năm 1965, Lực lượng Hải thuyền gồm 526 thuyền mành được biên chế cho 28 sư đoàn Lực lượng Hải thuyền trải dọc theo toàn bộ bờ biển miền Nam Việt Nam. Lực lượng này bao gồm 81 thuyền chỉ huy, 90 thuyền mành chạy bằng động cơ, 121 thuyền mành một động cơ và 234 thuyền chỉ có buồm. Thuyền chỉ huy là những tàu có khả năng tương đối. Được trang bị một súng máy cỡ nòng 50 và hai súng máy cỡ nòng 30, những chiếc thuyền mành dài 54 foot (16 m) này có thể đạt tốc độ tối đa 12 hải lý/giờ — quá đủ để đánh chặn các tàu tương tự được Quân Giải phóng sử dụng. Mặt khác, những chiếc thuyền mành dài 31 foot (9,4 m) mang tính chất tiêu sản hơn là tài sản. Những toán nhỏ từ ba đến năm thuyền viên của lực lượng này không mang theo gì ngoài vũ khí nhỏ và không có hy vọng ngăn chặn những kẻ chạy trốn phong tỏa bằng cơ giới. Bắt đầu từ năm 1964, Đoàn Cố vấn Hải quân đã khuyến nghị loại bỏ tất cả các tàu này khỏi hạm đội; 134 chiếc được cho nghỉ hưu trong năm 1965, số còn lại dự kiến sẽ xuất xưởng vào đầu năm 1966. Nhằm thay thế chúng, Công xưởng Hải quân Sài Gòn đã chế tạo 90 chiếc thuyền mành "Yabuta" trong năm 1965. Ông Yabuta, một kỹ sư người Nhật tại Công xưởng Hải quân Sài Gòn năm 1961, ban đầu đã thiết kế ra chiếc thuyền mành dài 57 foot (17 m). Được trang bị một khẩu súng máy cỡ nòng 30, nó có động cơ diesel công suất 110 mã lực có khả năng tạo ra tốc độ 10 hải lý/giờ và được chế tạo hoàn toàn bằng sợi thủy tinh, giúp loại bỏ nhu cầu xử lý vỏ tàu khỏi sâu Teredo đục gỗ. Ngược lại, những chiếc thuyền mành bằng gỗ cần phải cạo sạch vỏ tàu, đốt cháy thân tàu và đóng lại ba tháng một lần. Chương trình Viện trợ Quân sự của Mỹ cung cấp kinh phí cho vật liệu xây dựng và động cơ, và người Việt Nam trả lương cho những công nhân đóng tàu. Sau khi chiếc Yabuta đầu tiên được hoàn thành, sản lượng chậm lại đáng kể. Năm 1966, Công xưởng Hải quân Sài Gòn chỉ đóng được chín chiếc thuyền và năm 1967, chỉ có 15 chiếc. Sản lượng tăng từ ba chiếc một tuần vào năm 1965 lên một chiếc mỗi năm tuần vào năm 1967 khi các công ty xây dựng tư nhân thu hút công nhân xưởng đóng tàu với mức lương trung bình cao hơn ba lần số tiền chính phủ đã trả cho họ.:47–8
Từ ngày 28 tháng 3 đến ngày 17 tháng 4 năm 1965 Lực lượng Đặc nhiệm 71 báo cáo có 14.962 chiếc thuyền mành trong khu vực hoạt động của mình. Bốn mươi phần trăm trong số này nằm trong phạm vi 3 dặm (4,8 km) của bờ biển miền Nam Việt Nam và 60 phần trăm còn lại nằm trong khoảng từ 3 đến 40 dặm (64 km) tính từ bờ biển. Hải quân Việt Nam Cộng hòa đã kiểm tra 2,5% số liên hệ trước đây và 7% số liên hệ sau. Rõ ràng, Lực lượng Hải thuyền không thể theo kịp luồng liên lạc theo báo cáo của đơn vị TF 71. Trong số 530 chiếc thuyền mành mà Lực lượng Hải thuyền bàn giao cho Market Time, chỉ có 33,7% được sử dụng trong các cuộc tuần tra vào cùng thời gian này và chỉ một nửa trong số 44 tàu của Lực lượng Đường Biển được phân công tham gia mà thôi. Trong báo cáo gửi tới Tư lệnh Tác chiến Hải quân, Phó Đô đốc Paul P. Blackburn, Tư lệnh Hạm đội 7 Hoa Kỳ, đã tóm tắt tình hình như sau: "Nỗ lực của Lực lượng Hải quân và Duyên hải Việt Nam trong Chiến dịch Market Time đã suy thoái đến mức thực tế là không tồn tại nổi... Chúng ta phải thừa nhận rằng chuỗi chống xâm nhập này của Hải quân Mỹ/Việt Nam Cộng hòa không mạnh hơn mắt xích yếu nhất của nó".:45 Cuối cùng, một số vấn đề với Lực lượng Hải thuyền đã được giảm bớt bằng cách sáp nhập lực lượng này vào lực lượng hải quân chính quy vào tháng 7 năm 1965, nhưng tình trạng tồi tệ của lực lượng này nói chung vẫn tiếp diễn trong suốt năm 1965.:52
Đến năm 1967, Lực lượng Hải thuyền bao gồm 27 hải đội ven biển đóng tại 22 địa điểm trải dài dọc bờ biển miền Nam Việt Nam. Mỗi căn cứ bao gồm khoảng 10 thuyền mành và 148 thủy thủ. Hầu hết thuyền viên chỉ mới học hành có vài năm, sống trong điều kiện thô sơ, xa cách những tiện nghi thoải mái của các thị xã hoặc thành phố lớn.:258